# Ratan Tata

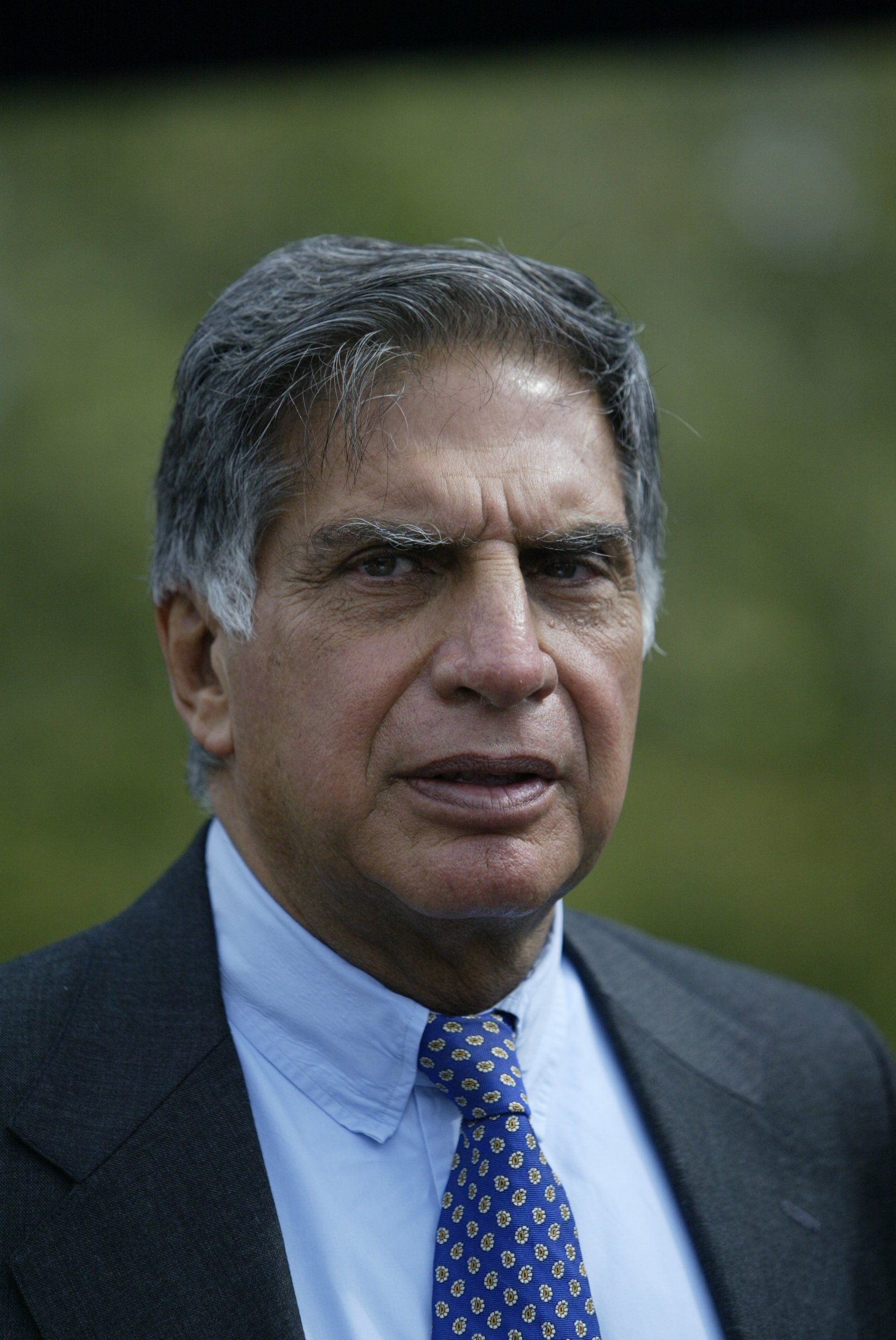
Ratan Tata (2005)

Ratan Naval Tata GBE (Hindi रतन टाटा Ratan Ṭāṭā; * 28. Dezember 1937 in Bombay (heute Mumbai); † 9. Oktober 2024 in Mumbai) war ein indischer Manager und war unter anderem Chief Executive Officer (CEO) der Tata-Gruppe.
Er ist nicht mit Ratan Tata (1871–1918) zu verwechseln, einem der beiden Söhne des Gründers der Tata-Gruppe Jamshedji Tata und Gründer des Sir Ratan Trust.
Die Witwe von Sir Ratan Tata adoptierte Ratan Navals Vater.

## Leben
Ratan Tata wurde in Mumbai als Sohn von Naval Hormusji Tata (1904–1989) aus der parsischen Industriellen-Familie Tata geboren. Da sein Vater, ein führender Manager bei der Tata-Gruppe, von der Witwe von Ratan Tata, Lady Navabaj Tata, adoptiert worden war, führte Ratan Tata den Namen des Konzerngründers fort. Nach der frühen Scheidung seiner Eltern wuchs er bei Navabaj Tata auf.
Nach seiner Schulausbildung an der Cathedral and John Connon School in Mumbai studierte Tata Architektur und Bauingenieurwesen an der Cornell University und erreichte 1962 seinen Studienabschluss. Außerdem erhielt er 1975 einen Abschluss in Management von der Harvard Business School. Während seiner Studienzeit in den USA machte er seinen Pilotenschein und soll später oft selbst den Firmenjet geflogen haben.
Nach seinem Studium kehrte er auf Bitten seiner Großmutter nach Indien zurück und begann im Unternehmen seiner Familie zu arbeiten. Erst gab ihm J.R.D. Tata eine Stelle in einem Stahlwerk im Osten Indiens, in den 1970er Jahren wurde ihm die Leitung zweier Geschäftszweige der Tata-Gruppe anvertraut. 1991 übernahm Tata von seinem Onkel J. R. D. Tata das Konzernkonglomerat Tata Group. In den folgenden Jahren baute er den Konzern kontinuierlich aus und strukturierte das Unternehmen um. Im Jahr 2000 kaufte er die englische Teefirma Tetley, die er zum weltweit zweitgrößten Vermarkter von abgepacktem Tee machte. In den internationalen Medien wurde Tata spätestens mit der Übernahme des europäischen Stahlkonzerns Corus 2007 bekannt. 2008 übernahm er von Ford die Fahrzeughersteller Jaguar und Land Rover.
Ratan Tata stiftete 2008 der Cornell University 50 Millionen Dollar, mit denen das Tata-Cornell Institute for Agriculture and Nutrition gegründet wurde. 2017 stiftete er weitere 50 Millionen Dollar, mit denen das Tata Innovation Center bei Cornell Tech gegründet wurde. Von 2014 bis 2019 saß er in der Jury des Pritzker-Preises. Er war Mitglied im International Advisory Council der Atlantik-Brücke.
Am 28. Dezember 2012, seinem 75. Geburtstag, gab Ratan Tata die Leitung der Tata Group an den Milliardärssohn Cyrus Mistry ab. Erstmals kam damit ein Mann, der nicht aus dem engen Familienkreis des Gründers stammt, an die Spitze des Unternehmens. Im Oktober 2016 wurde Mistry abgesetzt und Ratan Tata übernahm kommissarisch wieder die Unternehmensleitung.
Ratan Tata lebte als kinderloser Junggeselle in Mumbai. Er galt als Gentleman mit tadellosen Umgangsformen und höchstem ethischen Anspruch. Er führte einen für seine Vermögensverhältnisse bescheidenen Lebensstil.
Tata starb am 9. Oktober 2024 mit 86 Jahren im Breach Candy Hospital in Mumbai. Er wurde im National Centre for the Performing Arts in Mumbai aufgebahrt, eine Ehre, die zuvor Staatsmännern galt.

## Auszeichnungen und Preise
Von der indischen Regierung erhielt Ratan Tata am 26. Januar 2000 den Orden Padma Bhushan; 2008 wurde ihm der Padma Vibhushan verliehen.
2009 wurde Tata von Königin Elisabeth II. als Knight Commander des Order of the British Empire (OBE) ausgezeichnet. 2014 wurde er als erster Inder seit Bestehen der Republik zum Knight Grand Cross des OBE erhoben.
Das Fortune Magazin zählte ihn im November 2007 zu den 25 weltweit einflussreichsten Unternehmern. Die London School of Economics verlieh ihm die Ehrendoktorwürde, 2010 erhielt er diese auch von der University of Cambridge. Im selben Jahr wurde er in die American Academy of Arts and Sciences gewählt.

## Zitat
„India Must Think Small To Stay Big.“